# Kepler-62 f
Kepler-62 f — экзопланета в планетной системе звезды Kepler-62 (созвездие Лира). Находится на расстоянии около 1200 световых лет от Солнца.
Она на 41 % больше, чем Земля. Учёные вычислили, что возраст этой планеты приблизительно 7,5 миллиарда лет. Это одна из двух планет в этой системе, у которых климатические условия на поверхности схожи с земными. Учёные предполагают, что планета сохраняет баланс температур, оптимальный для зарождения и поддержания жизни. Наклон оси вращения у Kepler-62 f является таким же стабильным, как наклон оси вращения у планеты Kepler-186 f.

## История открытия
Планета Kepler-62 f была открыта в 2013 году вместе с другими планетами Kepler-62 e и Kepler-62 b у оранжевого карлика Kepler-62 космическим телескопом «Кеплер», наблюдающим за звёздными транзитами. Транзитный метод, помимо самого факта наличия планеты, позволяет также определить отношение размеров планеты и звезды (по степени падения яркости звезды во время прохождения планеты по её диску). Таким образом, чтобы узнать размер планеты, нужно определить размер звезды.

## Сравнение с Землёй
| Экзопланеты – Космический телескоп «Кеплер» |
| --- |
| Подтверждённые планеты в зоне обитаемости. (Kepler-62 e, Kepler-62 f, Kepler-186 f, Kepler-296 e, Kepler-296 f, Kepler-438 b, Kepler-440 b, Kepler-442 b) (Kepler Space Telescope; 6 January 2015). |

| #   | Название    | ESI  | SPH  | HZD   | HZC   | HZA   | pClass            | hClass        | Расстояние (св. лет) | Статус         | Год открытия   |
| --- | ----------- | ---- | ---- | ----- | ----- | ----- | ----------------- | ------------- | -------------------- | -------------- | -------------- |
| N/A | Земля       | 1,00 | 0,72 | -0,50 | -0,31 | -0,52 | тёплая земля      | мезопланета   | 0                    | не экзопланета | доисторический |
| 1   | Kepler-62 f | 0,67 | 0,00 | +0,45 | -0,16 | +0,19 | тёплая суперземля | психропланета | 1199,7               | подтверждена   | 2013           |